# الكسندر موراي (ضابط أمريكي)
الكسندر موراي (بالإنجليزية: Alexander Murray)‏ هو ضابط أمريكي، ولد في 2 يناير 1816 في بيتسبرغ في الولايات المتحدة، وتوفي في 10 نوفمبر 1884 في واشنطن العاصمة في الولايات المتحدة.